# Dragoslav Jevrić
Dragoslav Jevrić (kyrillisch Драгослав Јеврић; * 8. Juli 1974 in Berane) ist ein montenegrinischer Fußballspieler.

## Karriere
Jevrić begann seine Karriere beim FK Rudar Pljevlja, wo er bis 1993 spielte. Von 1993 bis 1995 spielte er für den FK Obilić. Zur Saison 1995/96 wechselte er zum FK Roter Stern Belgrad. Mit Roter Stern Belgrad wurde er 1996, 1997 und 1999 Pokalsieger. Im Sommer 1999 wechselte er zu Vitesse Arnheim. In der Winterpause der Saison 2004/05 wechselte er zu Ankaraspor. Zur Saison 2007/08 wechselte er zu Maccabi Tel Aviv. Nach zwei Saisons unterschrieb er im Sommer 2009 einen Vertrag beim israelischen Ligakonkurrenten Maccabi Petach Tikwa. Im Sommer 2010 wechselte er nach Zypern zu Omonia Nikosia, wo er 2012 seine Karriere beschloss.
Von 2002 bis 2006 spielte Jevrić in der serbisch-montenegrinischen Fußballnationalmannschaft. Er nahm mit ihr an der Fußball-Weltmeisterschaft 2006 teil, bei der er in allen drei Spielen im Tor stand. Im Kader dieser Mannschaft war er der einzige Vertreter des inzwischen unabhängigen Montenegros, alle anderen Spieler stammten aus dem größeren Serbien.